# Репрезентација Украјине у хокеју на леду
Хокејашка репрезентација Украјине је хокејашки тим Украјине и под контролом је Хокејашког савеза Украјине. Репрезентација се међународно такмичи од 1992. године.
Украјина је учествовала десет пута на Светском првенству. Најбољи пласман репрезентације Украјине је било девето место на Светском првенству 2002. године.
На Олимпијским играма учествовали су једанпут, 2002. године када су заузели десето место.
У Украјини има укупно 4.500 регистрованих играча.
Премијерну утакмицу Украјина је одиграла у Санкт Петербургу против Казахстана, 14. априла 1992. године и изгубила је 5:1. Најтежи пораз Украјина је доживела од Финске 2003. године резултатом 9:0. Највећу победу остварили су против Белгије 1993. године када су победили резултатом 37:2.
Највише наступа имао је Васил Бобровников, који је одиграо 182 меча за репрезентацију. Највише голова постигао је Виталиј Литвиненко који је постигао 43 гола. Исти играч био је и најефикаснији играч са укупно 105 поена.